# Засетье (Дятловский район)
Засе́тье (бел. Засецце) — деревня в Дятловском сельсовете Дятловского района Гродненской области Белоруссии. По переписи населения 2009 года в Засетье проживало 242 человека.

## География
Засетье расположено в 3 км к северу от Дятлово, 150 км от Гродно, 15 км от железнодорожной станции Новоельня.

## История
В 1624 году упоминается в составе Дятловской (Здентельской) волости во владении Сапег.
В 1880 году Засетье — деревня в Дятловской волости Слонимского уезда Гродненской губернии (176 жителей).
В 1886 году в Засетье насчитывалось 91 хозяйство, проживал 581 человек. В 1905 году — 873 жителя.
В 1921—1939 годах Засетье находилось в составе межвоенной Польской Республики. В сентябре 1939 года Засетье вошло в состав БССР.
В 1996 году Засетье входило в состав колхоза «Россия». В деревне насчитывалось 144 хозяйства, проживало 297 человек.

## Достопримечательности
- Памятник 22 землякам, погибшим в годы Великой Отечественной войны[2].